# Dolichoderus affinis
Dolichoderus affinis är en myrart som beskrevs av Carlo Emery 1889. Dolichoderus affinis ingår i släktet Dolichoderus och familjen myror.

## Underarter
Arten delas in i följande underarter:
- D. a. affinis
- D. a. glabripes
- D. a. mus